# Bolte-Zwiebel

Darstellung der Bolte-Zwiebel. Graue Fläche: Angehörige des sogenannten neuen Mittelstands, waagerechte Streifen: Angehörige des sogenannten alten Mittelstands, weiße Fläche: Angehörige der sogenannten Arbeiterschaft. Punkte zeigen an, dass ein bestimmter gesellschaftlicher Status fixiert werden kann. Senkrechte Striche weisen darauf hin, dass nur eine Zone bezeichnet werden kann, innerhalb derer jemand etwa im Status Aufbau liegt. X = markiert Mitte nach Vorstellung der Bevölkerung. → = Mitte nach der Verteilung der Bevölkerung 50 % liegen ober/unterhalb im Statusaufbau.

Bolte-Zwiebel bezeichnet ein soziales Schichtenmodell der Bevölkerung der damaligen Bundesrepublik Deutschland, das der deutsche Soziologe Karl Martin Bolte in den 1960ern als Beitrag zur Sozialstrukturanalyse entwickelte.
Die sozialen Schichten entstehen bei Bolte begrifflich durch die Einteilung der Bevölkerung nach drei Kriterien:
- Bildung
- Höhe des Einkommens
- Ähnlichkeit der Berufe

Nicht alle drei Kriterien müssen zwingend erfüllt werden. Wird die Gesellschaft nach diesen Kriterien untersucht und eingeteilt, entsteht die typische Zwiebelform. Nach Bolte kann die traditionelle Einteilung nach sozialen Schichten (etwa in Unter-, Mittel- und Oberschicht) mit der älteren Einteilung nach „altem“ und „neuem“ Mittelstand sowie der Arbeiterschaft verbunden werden.